# Vassago

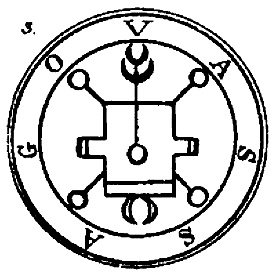
Il Sigillo di Vassago secondo Mathers

In demonologia è il terzo demone goetico, descritto nella Piccola Chiave di Salomone (inclusa la variante di Thomas Rudd), "della stessa natura di Agares".
Sarebbe un potente principe degli Inferi, nella gerarchia di Satana, che dirige più di ventisei legioni infernali.
È uno spirito di conoscenza che aiuta a rivelare le cose passate e future, ma rende le persone ipocrite, ingrate e spergiure.
È raffigurato come un uomo anziano dal volto scavato, che si muove su un coccodrillo, cieco, ma col potere della chiaroveggenza.
Il suo numero è il 63.